# Compañía de los Ferrocarriles de Madrid a Cáceres y Portugal
Die Compañía de los Ferrocarriles de Madrid a Cáceres y Portugal, deutsch in etwa Gesellschaft der Eisenbahnen von Madrid nach Cáceres und Portugal, abgekürzt MCP, war eine Eisenbahngesellschaft in Spanien, die 1880 gegründet wurde und 1941 in die Staatsbahn Renfe integriert wurde. 

## Geschichte

1. Klass-Personenwagen der MCP gebaut 1879 von SIG in der Schweiz

Die Gesellschaft ging aus der Fusion der Gesellschaften Ferrocarril de Tajo, welche die Strecke Madrid–Cáceres baute, mit der Gesellschaft Ferrocarriles de Cáceres a Malpartida y a la frontera de Portugal, welche die Strecken Cáceres–Malpartida und Cáceres–spanisch-portugiesische Grenze baute. Die MCP versuchte die Rechte an der Strecke von Malpartida nach Astorga zu erhalten, doch die im Namen der Ferrocarriles del Oeste de España ausgeführten Bauarbeiten kamen ins Stocken.
Die finanziellen Schwierigkeiten der Companhia Real dos Caminhos de Ferro Portugueses (CP), einem Vorläufer der 1951 gegründeten Comboios de Portugal (ebenfalls CP), führten auch bei der MCP zu Finanzproblemen, da die CP an der MCP beteiligt war. Die Betriebsrechte der MCP wurden deshalb 1891 an die Gran Central de España übertragen, aus der das Eisenbahnverkehrsunternehmen Compañía Explotadora de los Ferrocarriles de MCP y del Oeste hervorging, welche das Netz der alten MCP und zusätzlich die Strecke nach Astorga betrieb, die 1896 fertiggestellt wurde. 1891 wurde eine neue Gesellschaft Compañía de los Ferrocarriles de Madrid a Cáceres y Portugal y Oeste de España gegründet und die alte MCP, die Ferrocarriles del Oeste de España, sowie die CP als zahlungsunfähig erklärt. Die Verluste der neuen Gesellschaft zwang 1927 den Staat dazu, diese zu übernehmen, weil an den Strecken und am Rollmaterial keine Unterhaltsarbeiten mehr ausgeführt wurden. Die Aktiven der Gesellschaft wurden 1928 in die staatliche Compañía Nacional de los Ferrocarriles del Oeste de España eingebracht.

## Streckennetz
Die MCP betrieb neben der Strecke von Madrid nach Cáceres und an die spanisch-portugiesische Grenze auch die Strecke von Astorga im Norden Spaniens über Zamora, Salamanca und Plasencia nach Malpartida, wo Anschluss an die Strecke nach Portugal bestand. In Madrid betrieb die Gesellschaft den Bahnhof Delicias, der heute das Eisenbahnmuseum Madrid beherbergt. 